# 레이 모리스
레이 모리스(Rae Morris, 1993년 9월 2일 ~ )는 잉글랜드의 싱어송라이터이다.

## 음반 목록
- Unguarded (2015)
- Someone Out There (2019)